# حمدي صالحي

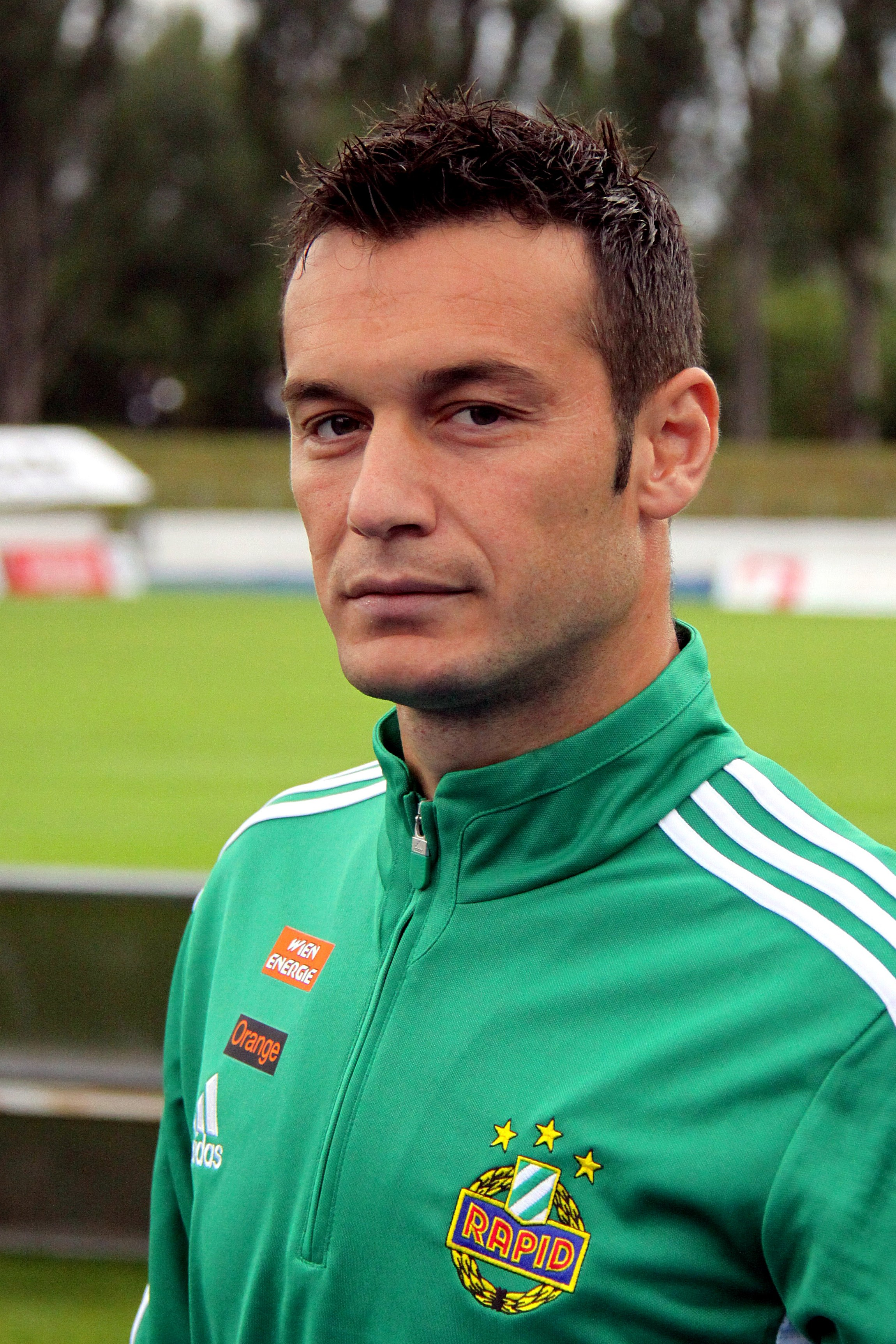

حمدي صالحي (بالألبانية: Hamdi Salihi‏) (مواليد 19 يناير 1984 في شكودر) لاعب كرة قدم ألباني دولي يجيد اللعب في خط الهجوم . يلعب حاليا لصالح نادي رابيد فيينا النمساوي منذ 2009 .

## روابط خارجية
- حمدي صالحي على موقع الاتحاد الدولي (مؤرشف)  (الإنجليزية)
- حمدي صالحي على موقع الاتحاد الأوربي (الإنجليزية)
- حمدي صالحي على موقع الدوري الأمريكي (الإنجليزية)
- حمدي صالحي على موقع قاعدة بيانات كرة القدم.إي يو (الإنجليزية)
- حمدي صالحي على موقع ناشيونال فوتبول تيمز (الإنجليزية)
- حمدي صالحي على موقع Soccerbase.com (لاعب) (الإنجليزية)
- حمدي صالحي على موقع Soccerway.com (الإنجليزية)
- حمدي صالحي على موقع عالم كرة القدم.نت (الإنجليزية)
- حمدي صالحي على موقع كووورة
- حمدي صالحي على موقع AS.com (الإسبانية)